# Fabricio Bustos
Fabricio Tomás Bustos Sein (ur. 28 kwietnia 1996 w Ucacha) – argentyński piłkarz występujący na pozycji prawego obrońcy, reprezentant Argentyny, od 2024 roku zawodnik River Plate.

## Kariera klubowa
Bustos pierwsze miesiące życia spędził w miejscowości Monte Maíz. Jego ojciec pracował jako sprzedawca nabiału, zaś matka była kucharką. Posiada dwójkę rodzeństwa – brata i siostrę. W wieku trzech lat wraz z rodziną przeniósł się do miasteczka Ucacha w prowincji Córdoba. Jako sześciolatek rozpoczynał treningi piłkarskie w tamtejszej drużynie Club Jorge Newbery u boku starszego brata, ze względu na ponadprzeciętne umiejętności występując w starszych kategoriach wiekowych. Równocześnie przez pewien czas grał w drużynach juniorskich klubu Deportivo Argentino z pobliskiego Villa María. W barwach rocznika 96' trzykrotnie wywalczył z Argentino mistrzostwo juniorskich rozgrywek Liga Villamariense, będąc najlepszym strzelcem drużyny. W 2007 roku podczas test-meczu organizowanego w Monte Maíz został zauważony przez Jorge Borrellego – wysłannika krajowego potentata CA Independiente – i w wieku dwunastu lat dołączył do tego klubu, przeprowadzając się do internatu w Avellanedzie.
W akademii juniorskiej Independiente występował głównie na pozycji prawego pomocnika, lecz rozwój jego talentu często hamowały kontuzje, przez które rozważał przedwczesne zakończenie kariery. W 2012 roku zerwał łąkotkę w lewym kolanie, zaś w 2013 roku zerwał więzadła krzyżowe w prawym kolanie. Na pozycję prawego obrońcy został przesunięty w rezerwach Independiente przez trenera Gabriela Milito. W wieku dwudziestu lat został włączony do pierwszej drużyny, jednak jego debiut opóźnił się o kilka miesięcy ze względu na kolejny uraz łąkotki. W argentyńskiej Primera División zadebiutował za kadencji szkoleniowca Milito, 4 grudnia 2016 w wygranym 1:0 spotkaniu z River Plate. Od razu wywalczył sobie pewne miejsce w składzie, notując świetne wejście do seniorskiego futbolu – imponował głównie podłączaniem się do akcji ofensywnych, zmianą tempa gry, kontrolą piłki, dynamiką i dryblingiem. Premierowego gola w najwyższej klasie rozgrywkowej strzelił 7 maja 2017 w wygranej 4:2 konfrontacji z Newell's Old Boys.
W 2017 roku Bustos jako filar defensywy w ekipie prowadzonej przez Ariela Holana wygrał z Independiente drugie co do ważności rozgrywki Ameryki Południowej – Copa Sudamericana (odpowiednik Ligi Europy). W 2018 roku zajął natomiast drugie miejsce w superpucharze kontynentu – Recopa Sudamericana.

## Kariera reprezentacyjna
W listopadzie 2011 Bustos został powołany przez Miguela Ángela Lemme do reprezentacji Argentyny U-15 na Mistrzostwa Ameryki Południowej U-15. Na urugwajskich boiskach był jednym z ważniejszych graczy ekipy i rozegrał pięć z siedmiu możliwych spotkań (z czego trzy w wyjściowym składzie), zaś jego drużyna zajęła trzecie miejsce w turnieju.
W marcu 2013 Bustos znalazł się w ogłoszonym przez Humberto Grondonę składzie reprezentacji Argentyny U-17 na Mistrzostwa Ameryki Północnej U-17. Pierwsze dwa mecze przesiedział na ławce rezerwowych, lecz później wskoczył do wyjściowej jedenastki i od pierwszej minuty rozegrał wszystkie pozostałe siedem spotkań, wydatnie pomagając Argentyńczykom – wówczas gospodarzom turnieju – w zdobyciu tytułu mistrzowskiego. Z powodu poważnej kontuzji kolana nie został jednak powołany na rozgrywane pół roku później Mistrzostwa Świata U-17 w ZEA.
Pierwsze powołanie do seniorskiej reprezentacji Argentyny Bustos otrzymał od selekcjonera Jorge Sampaolego, w sierpniu 2017 na spotkanie eliminacyjne z Wenezuelą (1:1). Nie pojawił się jednak wówczas na placu gry i w dorosłej kadrze zadebiutował dopiero 23 marca 2018 w wygranym 2:0 meczu towarzyskim z Włochami.